# Vincenzo Montella
Vincenzo Montella (Pomigliano d'Arco, 18 giugno 1974) è un allenatore di calcio ed ex calciatore italiano, di ruolo attaccante, attuale commissario tecnico della nazionale turca. Con la nazionale italiana è stato vicecampione d'Europa nel 2000.
Con la maglia del Genoa ha vinto una Coppa Anglo-Italiana nel 1996. Nel 2001, con la maglia della Roma, ha vinto uno scudetto e una Supercoppa italiana, mentre con la Nazionale italiana è stato vicecampione d'Europa nel 2000. Con 141 gol in 288 gare, è 35º nella classifica dei marcatori della Serie A. Il 22 luglio 2013 entra a far parte della hall of fame della Roma.
Nella partita Lazio-Roma 1-5 del campionato 2001-2002 segnò 4 gol, record ineguagliato per il derby della Capitale. Detiene tutt'oggi il record di maggior numero di doppiette consecutive in Serie A, quattro delle quali nella stagione 1996-1997, eguagliando il record stabilito da Ettore Puricelli durante la sua militanza nel Bologna nella stagione 1940-1941.

## Biografia
Nato a Pomigliano d'Arco, è cresciuto a Castello di Cisterna, nell'entroterra napoletano; il padre era operaio dell'Alfasud, la madre casalinga.
A 13 anni fu selezionato dall'Empoli e nella città toscana incontrò la prima moglie, con cui avrà un figlio; la coppia si separa nel febbraio 2003. Dal 15 agosto 2010 è sposato in seconde nozze ed è padre di altri due figli.
Da calciatore, ad ogni gol segnato esultava correndo con le braccia tese perpendicolari al corpo, mimando il volo di un aeroplano; ciò lo portò ad essere soprannominato Aeroplanino. Nel 2000 fu tra i testimonial del videogioco FIFA 2000, dove compariva sulla copertina dell'edizione italiana con la maglia della Nazionale.
Come alternativa al suo soprannome storico, durante l'annuncio delle formazioni romaniste il telecronista Carlo Zampa era solito introdurre Montella anche con l'epiteto di "Top Gun".
Nel 2002 è apparso nel film Volesse il cielo!, di Vincenzo Salemme, durante la scena della partita di calcio tra poliziotti e detenuti, insieme ad altri due calciatori professionisti di origini napoletane: Fabio Cannavaro e Ciro Ferrara.

## Carriera

### Giocatore

#### Club

##### Gli inizi con Empoli e Genoa

Montella al Genoa nel 1995

Cresciuto nella scuola calcio San Nicola di Castello di Cisterna, comune dell'entroterra napoletano, nel 1986 approda al vivaio dell'Empoli. Con la società toscana debutta in Serie C1 nella stagione 1990-1991, rimanendovi per cinque anni e giocando insieme e poi allenato da Luciano Spalletti. Nella stagione 1992-1993 e per circa metà della stagione 1993-1994 non scende in campo a causa di una frattura al perone prima ed un'infezione virale poi. Torna in campo nella stagione 1994-1995, in cui segna 17 reti.
Nel 1995 passa in Serie B al Genoa, dove diede vita all'esultanza dell''aeroplanino. Segnò 21 gol nella sua unica stagione in rossoblù, ottenendo anche l'unico trofeo internazionale della sua carriera, la Coppa Anglo-Italiana vinta a Wembley per 5-2 sul Port Vale; nell'occasione, segnò il terzo gol genoano in mezza rovesciata.

##### Sampdoria
Una volta riscattato dalla società empolese, nell'estate del 1996, all'età di 22 anni, rimane a Genova ma cambia casacca, passando a vestire quella blucerchiata della Sampdoria che, acquistandolo per 8,5 miliardi di lire, lo porta al debutto in Serie A. All'esordio in maglia doriana, il 28 agosto 1996, nel derby di Coppa Italia proprio contro il Genoa, è autore di una doppietta. I primi gol in campionato arrivano il 21 settembre 1996, alla terza giornata, in Roma-Sampdoria, in cui mette a segno una doppietta che contribuisce alla vittoria contro la sua futura squadra.
Dopo aver saltato sei partite per una pubalgia, torna in campo all'undicesima giornata contro il Verona, per poi mettere a segno quattro doppiette consecutive – rispettivamente contro Inter, Vicenza, Udinese e Cagliari –, stabilendo un record per il calcio italiano in coabitazione con Ettore Puricelli. Alla prima stagione coi Doriani, Montella segna 22 gol in 28 partite, miglior risultato di sempre da parte di un esordiente italiano in massima serie, chiudendo secondo nella classifica cannonieri dietro all'atalantino Filippo Inzaghi.
Nella stagione 1997-1998 Montella rimane sugli stessi livelli, siglando 20 gol in 33 partite, tra cui la tripletta del 21 dicembre 1997, la prima in Serie A, nel 6-3 contro il Napoli. Nonostante l'ottima annata però non viene convocato dal commissario tecnico della nazionale italiana Cesare Maldini per i campionati del mondo in Francia.
All'inizio della stagione 1998-1999, dopo sole due partite ed un gol alla prima di campionato contro l'Udinese, un infortunio alla caviglia tiene fermo il giocatore per 4 mesi. Montella torna in campo a gennaio, mettendo a segno altri 11 gol, tra cui la tripletta contro l'Inter alla ventiseiesima giornata e le doppiette contro Fiorentina e Bologna alla trentaduesima e alla trentatreesima giornata, che non riescono però ad evitare la retrocessione della squadra ligure in Serie B. Montella chiude la stagione con 12 gol segnati in 22 partite. L'ottima stagione gli vale l'esordio in nazionale.

##### Roma

Il neoacquisto Montella alla Roma nel precampionato 1999-2000, in posa con la mascotte del club.

Nell'estate 1999 la Roma lo acquista per 40 miliardi di lire. Il 21 ottobre realizza contro l'IFK Göteborg in Coppa UEFA la sua prima doppietta in campo europeo; nel campionato di Serie A va invece a segno per 18 volte, 2 delle quali nel derby del 21 novembre che i giallorossi vincono contro la Lazio per 4-1.
L'arrivo di Gabriel Batistuta lo costringe spesso alla panchina nella stagione 2000-2001, nella quale riesce però a ritagliarsi uno spazio da protagonista nella volata finale che culmina con lo scudetto giallorosso: le sue doppiette trascinano la Roma nelle vittorie interne contro Inter e Brescia ed è sua la rete allo scadere che vale il pareggio al Delle Alpi contro la Juventus, nella scontro diretto del 6 maggio. Il 17 giugno 2001, nell'ultima giornata di campionato sigla il secondo dei tre gol con i quali la Lupa batte il Parma e si laurea campione d'Italia.

Montella (a destra) in azione con la maglia romanista scudettata nel campionato 2001-2002.

Appone la propria firma anche sulla Supercoppa italiana 2001, realizzando la seconda delle tre marcature con le quali i capitolini battono la Fiorentina. Il derby del 10 marzo 2002 lo vede assoluto protagonista, in quanto autore di un poker nell'1-5 dei giallorossi sui concittadini. Nella stagione 2004-05, con la Roma invischiata nella lotta per la salvezza, l'attaccante risulta il miglior marcatore stagionale; trovando minor spazio con Spalletti, nel gennaio 2007 è ceduto al Fulham.

##### Fulham, ritorno a Genova e ultimi anni
Il 3 gennaio 2007 passa in prestito al Fulham fino a fine stagione. Al debutto segna una doppietta in coppa; a fine stagione conta 10 presenze, con 3 gol.
Il 12 luglio 2007 la Sampdoria raggiunge un accordo con la Roma per il ritorno di Montella, in prestito, in maglia blucerchiata. Il secondo esordio in campionato con la squadra ligure avviene il 26 agosto 2007, segnando un gol che permette ai blucerchiati di vincere 2-1 nella trasferta di Siena. Il 17 maggio 2008 segna il suo ultimo gol in Serie A con la Sampdoria, nell'ultima partita di campionato contro la Juventus terminata 3-3.
Terminato il prestito alla Sampdoria, nella stagione 2008-2009, a 34 anni, torna alla Roma. Totalizza 12 presenze in campionato, 2 in Champions League contro Cluj e Arsenal (contro cui segna uno dei rigori nella gara che sancisce l'eliminazione della Roma agli ottavi di finale) e 1 in Coppa Italia senza realizzare nessuna rete.
Il 2 luglio 2009 annuncia il suo ritiro dal calcio giocato dopo aver segnato 237 reti in partite ufficiali, tra squadre di club e nazionale.

#### Nazionale
Esordì in nazionale nel giugno 1999, poco prima di compiere 25 anni, convocato dal CT Dino Zoff. Entrato a far parte del gruppo, partecipò all'Europeo 2000 giocando tre partite.
Il 25 aprile 2001 segnò la prima rete in maglia azzurra, decidendo l'amichevole contro il Sudafrica; il 27 marzo 2002 realizzò una doppietta all'Inghilterra. Il commissario tecnico Giovanni Trapattoni lo convocò per il Mondiale del 2002, in cui lo fece entrare nella ripresa dell'incontro col Messico. Dopo essere stato convocato anche da Marcello Lippi per due gare, in cui rimane in panchina, abbandona la nazionale nel 2005, con all'attivo 20 presenze e 3 reti.

### Allenatore

#### Roma

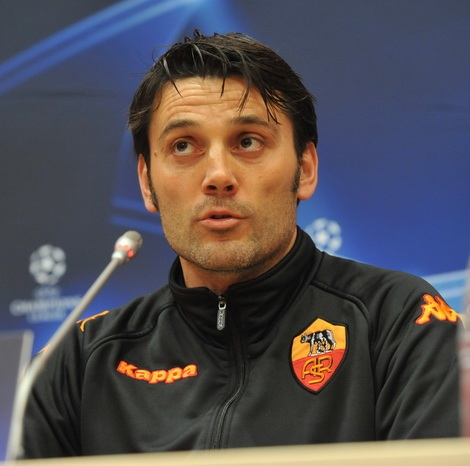
Montella alla guida della prima squadra romanista nel 2011

Il 2 luglio 2009 diventa l'allenatore della categoria Giovanissimi della Roma. Il 13 febbraio 2010 vince la prima edizione della Viareggio Junior Cup.
Il 21 febbraio 2011, a 36 anni, viene promosso sulla panchina della prima squadra della Roma in seguito alle dimissioni di Claudio Ranieri, diventando il più giovane allenatore della Serie A 2010-2011, con un ingaggio di 500.000 euro; in caso di qualificazione alla successiva edizione della UEFA Champions League avrebbe guadagnato come premio il 10% del proprio stipendio. Privo del patentino per allenare le prime squadre ed assistito da Aurelio Andreazzoli (già collaboratore dell'ex allenatore dei giallorossi Luciano Spalletti), esordisce sulla panchina della Roma due giorni dopo nel recupero della partita contro il Bologna rinviata per neve il 30 gennaio e valida per la 22ª giornata, incontro vinto dai giallorossi per 1-0. Il 13 marzo 2011, battendo la Lazio per 2-0, vince il suo primo derby da allenatore. Dopo aver portato la squadra al sesto posto finale in campionato e in semifinale di Coppa Italia, la Roma decide di sostituirlo con Luis Enrique.

#### Catania
Il 9 giugno 2011 diviene l'allenatore del Catania in Serie A; ottenendo la salvezza a fine campionato. Il 19 aprile 2012 vince il premio di "Miglior Allenatore del Mese" di marzo.
Dopo essere arrivato 11º in campionato con il nuovo record di punti, quota 48, il 4 giugno il Catania annuncia di aver trovato un accordo di massima per l'interruzione del rapporto con l'allenatore campano.

#### Fiorentina

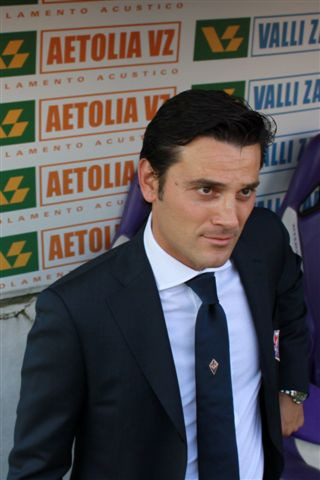
Montella sulla panchina della Fiorentina nel 2012.

L'11 giugno 2012 diventa l'allenatore della Fiorentina, allora di proprietà della famiglia Della Valle. La sua squadra apre la stagione con una vittoria per 2-1 sull'Udinese. A Firenze il tecnico plasma una squadra che ruota intorno ad un centrocampo molto tecnico formato da Aquilani, Pizarro e Borja Valero, integrato con i giovani attaccanti Ljajic e Jovetic. L'annata è molto positiva per la Fiorentina, che mette in mostra uno dei migliori collettivi della Serie A e conclude la stagione al quarto posto con 70 punti (miglior punteggio a parte le penalizzazioni delle stagioni 2005-2006 e 2006-2007). Mentre in Coppa Italia arriva fino ai quarti di finale venendo eliminato dalla Roma. Al termine del campionato, Montella viene insignito del Premio Nazionale Enzo Bearzot. Il 28 maggio 2013 ad Amalfi gli viene assegnato il premio "Panchina giusta" nel corso del meeting Football Leader organizzato dall'Assoallenatori.
Nella stagione seguente perde la finale di Coppa Italia contro il Napoli, arriva fino agli ottavi di finale di Europa League venendo eliminato dalla Juventus e si piazza di nuovo 4º in campionato con 65 punti.
Nell'annata 2014-2015 viene eliminato nelle semifinali di Coppa Italia dalla Juventus e di Europa League dal Siviglia e in campionato arriva ancora al 4º posto. L'8 giugno 2015, con un comunicato sul proprio sito ufficiale, la Fiorentina lo esonera a causa del suo comportamento, dopo alcune dichiarazioni del tecnico contro la società a riguardo delle clausole contrattuali.

#### Sampdoria
Liberatosi dal club viola senza il pagamento della clausola di rescissione da 5 milioni di euro, il 15 novembre 2015, subentrando all'esonerato Walter Zenga, diventa il nuovo allenatore della Sampdoria. Esordisce sulla panchina blucerchiata il 22 novembre 2015 nella partita persa 1-0 contro l'Udinese. Dopo le quattro sconfitte tra Serie A e Coppa Italia, trova i primi punti contro la Lazio il 14 dicembre (1-1) e la prima vittoria contro il Palermo il 20 dicembre (2-0). La stagione si rivela molto complicata per la Sampdoria guidata da Montella, che alla fine si salva e ottiene il 15º posto in classifica con 40 punti. Le parti decidono quindi di interrompere il rapporto anticipatamente al termine della stagione.

#### Milan

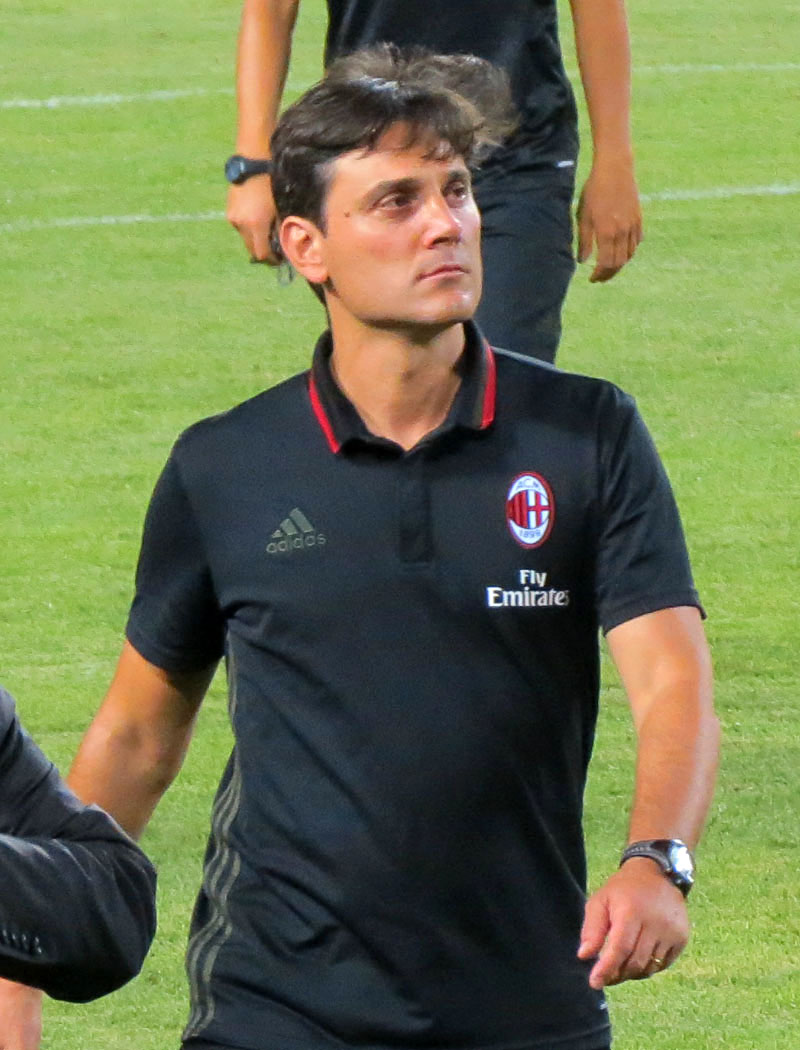
Montella al Milan nel precampionato 2016-2017

Il 30 giugno 2016 il Milan annuncia l'ingaggio di Montella come nuovo allenatore. Alla prima di campionato la squadra rossonera registra un successo per 3-2 contro il Torino. Il 22 ottobre 2016, a San Siro, fa sua per 1-0 la classica contro la Juventus grazie alla rete di Manuel Locatelli. Il successivo 23 dicembre, sempre contro la formazione bianconera, vince a Doha la Supercoppa italiana trionfando ai tiri di rigore: per l'allenatore campano è il primo trofeo, e il ventinovesimo in 30 anni dell'era Berlusconi al Milan; rimane tuttavia questo, a posteriori, uno dei pochi acuti milanisti negli anni 2010, particolarmente turbolenti e poco fortunati per la compagine lombarda. Il campionato 2016-2017 viene chiuso al sesto posto; pur avendo riportato la squadra meneghina in Europa dopo 3 anni e mezzo di assenza, grazie alla qualificazione ai preliminari di Europa League, il lavoro del tecnico non riesce a soddisfare appieno l'ambiente rossonero.
All'inizio dell'annata seguente, il 26 settembre 2017, Montella si separa dal suo storico preparatore atletico Emanuele Marra. Il successivo 27 novembre, all'indomani del pareggio casalingo contro il Torino e con la squadra relegata al settimo posto della classifica, stante le mancate aspettative di vertice del club (anche a fronte di un fastoso mercato estivo), viene esonerato dalla società e sostituito da Gennaro Gattuso.

#### Siviglia
Il 30 dicembre 2017 è nominato nuovo allenatore del Siviglia. Dopo la vittoria al debutto contro il Cadice agli ottavi di Coppa del Re per 0-2, il 6 gennaio, alla prima di campionato, perde il derby casalingo contro il Betis per 3-5. In campionato il suo Siviglia non procede alla grande, con un quarto posto che viene compromesso dalla sconfitta contro il diretto avversario Valencia, mentre in Coppa del Re e in Champions League il cammino è da sogno: nella prima Montella porta la squadra in finale, dopo aver eliminato Cadice agli ottavi, Atlético Madrid ai quarti e Leganés in semifinale; nella seconda riesce nell'impresa di battere il Manchester Utd di José Mourinho agli ottavi con un risultato complessivo di 2-1 (clamorosa vittoria ad Old Trafford dopo uno 0-0 a Siviglia), portando così il Siviglia per la seconda volta nella sua storia ai quarti di finale (dopo il precedente della stagione 1957-58 in Coppa dei Campioni), venendo poi eliminato dal Bayern Monaco.
Il 28 aprile 2018, a causa della sconfitta per 2-1 a Valencia contro il Levante, è esonerato dopo una serie di nove partite senza vittoria comprendente cinque sconfitte, inclusa la disfatta (0-5) in finale di Coppa del Re contro il Barcellona, con la squadra all'ottavo posto in campionato ed a rischio di mancata qualificazione alla successiva Europa League. Al suo posto viene chiamato Joaquín Caparrós.

#### Ritorno a Firenze ed Adana Demirspor
Il 10 aprile 2019 ritorna dopo quattro anni alla Fiorentina, in sostituzione del dimissionario Stefano Pioli. Quattro giorni dopo, al suo secondo debutto sulla panchina viola, pareggia per 0-0 contro il Bologna. In seguito la squadra viola inanella una serie di cinque sconfitte consecutive in campionato (sei con la semifinale di ritorno con l'Atalanta di Coppa Italia) che la portano a lottare per la salvezza all'ultima giornata, dove riesce comunque a centrare l'obiettivo dopo il pareggio per 0-0 con il Genoa. Il 14 giugno 2019 viene confermato sulla panchina viola dal nuovo proprietario del club Rocco Commisso.
Il 24 agosto, in occasione di Fiorentina-Napoli, diviene il primo allenatore di Serie A a essere ammonito. Il 21 dicembre seguente, dopo la sconfitta per 1-4 contro la Roma e dopo un’esperienza contrassegnata da risultati molto deludenti (solo 4 vittorie in 24 partite di campionato nella sua seconda gestione), viene esonerato.
Il 1º settembre 2021, dopo quasi due anni d'inattività, ritorna ad allenare firmando con l'Adana Demirspor, club neopromosso nella massima serie turca nel quale milita il giocatore italiano Mario Balotelli. Ingaggiato in sostituzione di Samet Aybaba, esonerato dopo una lite proprio con Balotelli ed al culmine di un negativo avvio di stagione, conduce la squadra al nono posto. Nell'annata 2022-2023 ottiene il quarto posto, portando la squadra alla qualificazione alla Conference League. Il 13 giugno 2023 si separa dal club turco.

#### Nazionale turca
Il 21 settembre 2023 viene nominato commissario tecnico della nazionale turca, firmando un contratto triennale con la federazione e sostituendo l'esonerato Stefan Kuntz. Nell'occasione diventa il quarto allenatore italiano della selezione turca, dopo Sandro Puppo, Giovanni Varglien e Leandro Remondini. Al contempo assume anche l'incarico di supervisore della nazionale Under-21. Esordisce sulla panchina turca nella vittoria esterna per 1-0 contro la Croazia, in una partita valida per le qualificazioni al campionato europeo di Germania 2024. Successivamente, con il successo per 4-0 sulla Lettonia, la Turchia si qualifica per il torneo con due turni d'anticipo.
Nel corso del campionato d'Europa, disputato in Germania, sotto la guida di Montella la Turchia supera la fase a gironi, per poi raggiungere i quarti di finale, dove viene eliminata dai Paesi Bassi (2-1).

## Statistiche

### Presenze e reti nei club
| Stagione         | Squadra          | Campionato       | Campionato | Campionato | Coppe nazionali | Coppe nazionali | Coppe nazionali | Coppe continentali | Coppe continentali | Coppe continentali | Altre coppe | Altre coppe | Altre coppe | Totale | Totale |
| Stagione         | Squadra          | Comp             | Pres       | Reti       | Comp            | Pres            | Reti            | Comp               | Pres               | Reti               | Comp        | Pres        | Reti        | Pres   | Reti   |
| ---------------- | ---------------- | ---------------- | ---------- | ---------- | --------------- | --------------- | --------------- | ------------------ | ------------------ | ------------------ | ----------- | ----------- | ----------- | ------ | ------ |
| 1990-1991        | Empoli           | C1               | 1          | 0          | CI              | -               | -               | -                  | -                  | -                  | -           | -           | -           | 1      | 0      |
| 1991-1992        | Empoli           | C1               | 7          | 4          | CI              | -               | -               | -                  | -                  | -                  | -           | -           | -           | 7      | 4      |
| 1992-1993        | Empoli           | C1               | 13         | 6          | CI              | -               | -               | -                  | -                  | -                  | -           | -           | -           | 13     | 6      |
| 1993-1994        | Empoli           | C1               | -          | -          | CI              | -               | -               | -                  | -                  | -                  | -           | -           | -           | 0      | 0      |
| 1994-1995        | Empoli           | C1               | 30         | 17         | CI              | -               | -               | -                  | -                  | -                  | -           | -           | -           | 30     | 17     |
| Totale Empoli    | Totale Empoli    | Totale Empoli    | 51         | 27         |                 | -               | -               |                    | -                  | -                  |             | -           | -           | 51     | 27     |
| 1995-1996        | Genoa            | B                | 34         | 21         | CI              | 1               | 2               | -                  | -                  | -                  | CAI         | 5           | 5           | 40     | 28     |
| 1996-1997        | Sampdoria        | A                | 28         | 22         | CI              | 2               | 2               | -                  | -                  | -                  | -           | -           | -           | 30     | 24     |
| 1997-1998        | Sampdoria        | A                | 33         | 20         | CI              | 4               | 1               | CU                 | 2                  | -                  | -           | -           | -           | 39     | 21     |
| 1998-1999        | Sampdoria        | A                | 22         | 12         | CI              | 1               | 1               | Int                | 6                  | 3                  | -           | -           | -           | 29     | 16     |
| 1999-2000        | Roma             | A                | 31         | 18         | CI              | 3               | -               | CU                 | 7                  | 3                  | -           | -           | -           | 41     | 21     |
| 2000-2001        | Roma             | A                | 28         | 13         | CI              | 2               | 2               | CU                 | 8                  | 3                  | -           | -           | -           | 38     | 18     |
| 2001-2002        | Roma             | A                | 19         | 13         | CI              | -               | -               | UCL                | 6                  | 1                  | SI          | 1           | 1           | 26     | 15     |
| 2002-2003        | Roma             | A                | 29         | 9          | CI              | 5               | 2               | UCL                | 11                 | -                  | -           | -           | -           | 45     | 11     |
| 2003-2004        | Roma             | A                | 11         | 5          | CI              | -               | -               | CU                 | 3                  | -                  | -           | -           | -           | 14     | 5      |
| 2004-2005        | Roma             | A                | 37         | 21         | CI              | 6               | 1               | UCL                | 3                  | 1                  | -           | -           | -           | 46     | 23     |
| 2005-2006        | Roma             | A                | 13         | 1          | CI              | -               | -               | CU                 | 3                  | 1                  | -           | -           | -           | 16     | 2      |
| 2006-gen. 2007   | Roma             | A                | 12         | 3          | CI              | 2               | 3               | UCL                | 3                  | -                  | SI          | -           | -           | 17     | 6      |
| gen.-giu. 2007   | Fulham           | PL               | 10         | 3          | FACup+CdL       | 2+0             | 3+0             | -                  | -                  | -                  | -           | -           | -           | 12     | 6      |
| 2007-2008        | Sampdoria        | A                | 13         | 4          | CI              | -               | -               | Int+CU             | 1+4                | 0+1                | -           | -           | -           | 18     | 5      |
| Totale Sampdoria | Totale Sampdoria | Totale Sampdoria | 96         | 58         |                 | 7               | 4               |                    | 13                 | 4                  |             |             |             | 116    | 66     |
| 2008-2009        | Roma             | A                | 12         | 0          | CI              | 1               | 0               | UCL                | 2                  | 0                  | -           | -           | -           | 15     | 0      |
| Totale Roma      | Totale Roma      | Totale Roma      | 192        | 83         |                 | 19              | 8               |                    | 46                 | 9                  |             | 1           | 1           | 258    | 101    |
| Totale carriera  | Totale carriera  | Totale carriera  | 383        | 192        |                 | 29              | 14              |                    | 59                 | 13                 |             | 6           | 6           | 477    | 225    |

### Cronologia presenze e reti in nazionale
| Cronologia completa delle presenze e delle reti in nazionale ― Italia | Cronologia completa delle presenze e delle reti in nazionale ― Italia | Cronologia completa delle presenze e delle reti in nazionale ― Italia | Cronologia completa delle presenze e delle reti in nazionale ― Italia | Cronologia completa delle presenze e delle reti in nazionale ― Italia | Cronologia completa delle presenze e delle reti in nazionale ― Italia | Cronologia completa delle presenze e delle reti in nazionale ― Italia | Cronologia completa delle presenze e delle reti in nazionale ― Italia |
| Data                                                                  | Città                                                                 | In casa                                                               | Risultato                                                             | Ospiti                                                                | Competizione                                                          | Reti                                                                  | Note                                                                  |
| --------------------------------------------------------------------- | --------------------------------------------------------------------- | --------------------------------------------------------------------- | --------------------------------------------------------------------- | --------------------------------------------------------------------- | --------------------------------------------------------------------- | --------------------------------------------------------------------- | --------------------------------------------------------------------- |
| 5-6-1999                                                              | Bologna                                                               | Italia                                                                | 4 – 0                                                                 | Galles                                                                | Qual. Euro 2000                                                       | -                                                                     | 46’                                                                   |
| 13-11-1999                                                            | Lecce                                                                 | Italia                                                                | 1 – 3                                                                 | Belgio                                                                | Amichevole                                                            | -                                                                     | 68’                                                                   |
| 23-2-2000                                                             | Palermo                                                               | Italia                                                                | 1 – 0                                                                 | Svezia                                                                | Amichevole                                                            | -                                                                     | 45’                                                                   |
| 3-6-2000                                                              | Oslo                                                                  | Norvegia                                                              | 1 – 0                                                                 | Italia                                                                | Amichevole                                                            | -                                                                     | 76’                                                                   |
| 19-6-2000                                                             | Eindhoven                                                             | Italia                                                                | 2 – 1                                                                 | Svezia                                                                | Euro 2000 - 1º turno                                                  | -                                                                     |                                                                       |
| 2-7-2000                                                              | Rotterdam                                                             | Francia                                                               | 2 – 1 gg                                                              | Italia                                                                | Euro 2000 - Finale                                                    | -                                                                     | 86’                                                                   |
| 11-10-2000                                                            | Ancona                                                                | Italia                                                                | 2 – 0                                                                 | Georgia                                                               | Qual. Mondiali 2002                                                   | -                                                                     | 83’                                                                   |
| 24-3-2001                                                             | Bucarest                                                              | Romania                                                               | 0 – 2                                                                 | Italia                                                                | Qual. Mondiali 2002                                                   | -                                                                     | 86’                                                                   |
| 28-3-2001                                                             | Trieste                                                               | Italia                                                                | 4 – 0                                                                 | Lituania                                                              | Qual. Mondiali 2002                                                   | -                                                                     | 69’                                                                   |
| 25-4-2001                                                             | Perugia                                                               | Italia                                                                | 1 – 0                                                                 | Sudafrica                                                             | Amichevole                                                            | 1                                                                     |                                                                       |
| 2-6-2001                                                              | Tbilisi                                                               | Georgia                                                               | 1 – 2                                                                 | Italia                                                                | Qual. Mondiali 2002                                                   | -                                                                     | 79’                                                                   |
| 27-3-2002                                                             | Leeds                                                                 | Inghilterra                                                           | 1 – 2                                                                 | Italia                                                                | Amichevole                                                            | 2                                                                     | 46’                                                                   |
| 17-4-2002                                                             | Milano                                                                | Italia                                                                | 1 – 1                                                                 | Uruguay                                                               | Amichevole                                                            | -                                                                     | 46’                                                                   |
| 18-5-2002                                                             | Praga                                                                 | Rep. Ceca                                                             | 1 – 0                                                                 | Italia                                                                | Amichevole                                                            | -                                                                     | 46’                                                                   |
| 13-6-2002                                                             | Ōita                                                                  | Messico                                                               | 1 – 1                                                                 | Italia                                                                | Mondiali 2002 - 1º turno                                              | -                                                                     | 56’                                                                   |
| 7-9-2002                                                              | Baku                                                                  | Azerbaigian                                                           | 0 – 2                                                                 | Italia                                                                | Qual. Euro 2004                                                       | -                                                                     | 58’                                                                   |
| 12-10-2002                                                            | Napoli                                                                | Italia                                                                | 1 – 1                                                                 | Serbia e Montenegro                                                   | Qual. Euro 2004                                                       | -                                                                     | 46’                                                                   |
| 16-10-2002                                                            | Cardiff                                                               | Galles                                                                | 2 – 1                                                                 | Italia                                                                | Qual. Euro 2004                                                       | -                                                                     | 70’                                                                   |
| 17-11-2004                                                            | Messina                                                               | Italia                                                                | 1 – 0                                                                 | Finlandia                                                             | Amichevole                                                            | -                                                                     | 46’                                                                   |
| 9-2-2005                                                              | Cagliari                                                              | Italia                                                                | 2 – 0                                                                 | Russia                                                                | Amichevole                                                            | -                                                                     | 46’                                                                   |
| Totale                                                                |                                                                       | Presenze                                                              | 20                                                                    |                                                                       | Reti                                                                  | 3                                                                     |                                                                       |

### Statistiche da allenatore
Statistiche aggiornate al 30 maggio 2023. In grassetto le competizioni vinte.
| Stagione               | Squadra                | Campionato             | Campionato | Campionato | Campionato | Campionato | Coppe nazionali | Coppe nazionali | Coppe nazionali | Coppe nazionali | Coppe nazionali | Coppe continentali | Coppe continentali | Coppe continentali | Coppe continentali | Coppe continentali | Altre coppe | Altre coppe | Altre coppe | Altre coppe | Altre coppe | Totale | Totale | Totale | Totale | % Vittorie | Piazzamento |
| Stagione               | Squadra                | Comp                   | G          | V          | N          | P          | Comp            | G               | V               | N               | P               | Comp               | G                  | V                  | N                  | P                  | Comp        | G           | V           | N           | P           | G      | V      | N      | P      | %          | Piazzamento |
| ---------------------- | ---------------------- | ---------------------- | ---------- | ---------- | ---------- | ---------- | --------------- | --------------- | --------------- | --------------- | --------------- | ------------------ | ------------------ | ------------------ | ------------------ | ------------------ | ----------- | ----------- | ----------- | ----------- | ----------- | ------ | ------ | ------ | ------ | ---------- | ----------- |
| feb.-giu. 2011         | Roma                   | A                      | 13         | 7          | 3          | 3          | CI              | 2               | 0               | 1               | 1               | UCL                | 1                  | 0                  | 0                  | 1                  | -           | -           | -           | -           | -           | 16     | 7      | 4      | 5      | 43,75      | Sub., 6º    |
| 2011-2012              | Catania                | A                      | 38         | 11         | 15         | 12         | CI              | 2               | 1               | 0               | 1               | -                  | -                  | -                  | -                  | -                  | -           | -           | -           | -           | -           | 40     | 12     | 15     | 13     | 30,00      | 11º         |
| 2012-2013              | Fiorentina             | A                      | 38         | 21         | 7          | 10         | CI              | 4               | 3               | 0               | 1               | -                  | -                  | -                  | -                  | -                  | -           | -           | -           | -           | -           | 42     | 24     | 7      | 11     | 57,14      | 4º          |
| 2013-2014              | Fiorentina             | A                      | 38         | 19         | 8          | 11         | CI              | 5               | 3               | 0               | 2               | UEL                | 12                 | 7                  | 3                  | 2                  | -           | -           | -           | -           | -           | 55     | 29     | 11     | 15     | 52,73      | 4º          |
| 2014-2015              | Fiorentina             | A                      | 38         | 18         | 10         | 10         | CI              | 4               | 3               | 0               | 1               | UEL                | 14                 | 7                  | 4                  | 3                  | -           | -           | -           | -           | -           | 56     | 28     | 14     | 14     | 50,00      | 4º          |
| nov. 2015-2016         | Sampdoria              | A                      | 26         | 6          | 6          | 14         | CI              | 1               | 0               | 0               | 1               | -                  | -                  | -                  | -                  | -                  | -           | -           | -           | -           | -           | 27     | 6      | 6      | 15     | 22,22      | Sub., 15º   |
| 2016-2017              | Milan                  | A                      | 38         | 18         | 9          | 11         | CI              | 2               | 1               | 0               | 1               | -                  | -                  | -                  | -                  | -                  | SI          | 1           | 0           | 1           | 0           | 41     | 19     | 10     | 12     | 46,34      | 6º          |
| lug.-nov. 2017         | Milan                  | A                      | 14         | 6          | 2          | 6          | CI              | -               | -               | -               | -               | UEL                | 9                  | 7                  | 2                  | 0                  | -           | -           | -           | -           | -           | 23     | 13     | 4      | 6      | 56,52      | Eson.       |
| Totale Milan           | Totale Milan           | Totale Milan           | 52         | 24         | 11         | 17         |                 | 2               | 1               | 0               | 1               |                    | 9                  | 7                  | 2                  | 0                  |             | 1           | 0           | 1           | 0           | 64     | 32     | 14     | 18     | 50,00      |             |
| dic. 2017-apr. 2018    | Siviglia               | PD                     | 17         | 5          | 4          | 8          | CR              | 7               | 5               | 1               | 1               | UCL                | 4                  | 1                  | 2                  | 1                  | -           | -           | -           | -           | -           | 28     | 11     | 7      | 10     | 39,29      | Sub., Eson. |
| apr.-giu. 2019         | Fiorentina             | A                      | 7          | 0          | 2          | 5          | CI              | 1               | 0               | 0               | 1               | -                  | -                  | -                  | -                  | -                  | -           | -           | -           | -           | -           | 8      | 0      | 2      | 6      | &0,00      | Sub., 16º   |
| lug.-dic. 2019         | Fiorentina             | A                      | 17         | 4          | 5          | 8          | CI              | 2               | 2               | 0               | 0               | -                  | -                  | -                  | -                  | -                  | -           | -           | -           | -           | -           | 19     | 6      | 5      | 8      | 31,58      | Eson.       |
| Totale Fiorentina      | Totale Fiorentina      | Totale Fiorentina      | 138        | 62         | 32         | 44         |                 | 16              | 11              | 0               | 5               |                    | 26                 | 14                 | 7                  | 5                  |             | -           | -           | -           | -           | 180    | 87     | 39     | 54     | 48,33      |             |
| set. 2021-2022         | Adana Demirspor        | SL                     | 35         | 15         | 8          | 12         | TK              | 4               | 3               | 0               | 1               | -                  | -                  | -                  | -                  | -                  | -           | -           | -           | -           | -           | 39     | 18     | 8      | 13     | 46,15      | Sub., 9°    |
| 2022-2023              | Adana Demirspor        | SL                     | 36         | 20         | 9          | 7          | TK              | 3               | 2               | 0               | 1               | -                  | -                  | -                  | -                  | -                  | -           | -           | -           | -           | -           | 39     | 22     | 9      | 8      | 56,41      | 4º          |
| Totale Adana Demirspor | Totale Adana Demirspor | Totale Adana Demirspor | 71         | 35         | 17         | 19         |                 | 7               | 5               | 0               | 2               |                    | -                  | -                  | -                  | -                  |             | -           | -           | -           | -           | 78     | 40     | 17     | 21     | 51,28      |             |
| Totale carriera        | Totale carriera        | Totale carriera        | 355        | 150        | 88         | 117        |                 | 37              | 23              | 2               | 12              |                    | 40                 | 22                 | 11                 | 7                  |             | 1           | 0           | 1           | 0           | 433    | 195    | 102    | 136    | 45,03      |             |

#### Nazionale turca
| Squadra | Naz                | dal               | al       | Record | Record | Record | Record | Record | Record | Record | Record     |
| Squadra | Naz                | dal               | al       | G      | V      | N      | P      | GF     | GS     | DR     | % Vittorie |
| ------- | ------------------ | ----------------- | -------- | ------ | ------ | ------ | ------ | ------ | ------ | ------ | ---------- |
| Turchia | Turchia (bandiera) | 21 settembre 2023 | in corso | 23     | 12     | 4      | 7      | 36     | 29     | +7     | 52,17      |

#### Nazionale turca nel dettaglio
| 2023           | Turchia        | Qual. Euro 2024               | Sub., 1º nel Gruppo D, qualificato                             | 3  | 2  | 1 | 0 | 66,67   | 6  | 1  | +5 |
| giu.-lug. 2024 | Turchia        | Euro 2024                     | Quarti di finale                                               | 5  | 3  | 0 | 2 | 60,00   | 8  | 8  | 0  |
| 2024           | Turchia        | UEFA Nations League 2024-2025 | 2º nel gruppo 4 della Lega B, promosso in Lega A agli spareggi | 6  | 3  | 2 | 1 | 50,00   | 9  | 6  | +3 |
| 2025           | Turchia        | UEFA Nations League 2024-2025 | 2º nel gruppo 4 della Lega B, promosso in Lega A agli spareggi | 2  | 2  | 0 | 0 | 100,00& | 6  | 1  | +5 |
| Dal 2023       | Turchia        | Amichevoli                    |                                                                | 7  | 2  | 1 | 4 | 28,57   | 7  | 13 | -6 |
| Totale Turchia | Totale Turchia | Totale Turchia                | Totale Turchia                                                 | 23 | 12 | 4 | 7 | 52,17   | 36 | 29 | +7 |

#### Panchine da commissario tecnico della nazionale turca
| Cronologia completa delle presenze e delle reti in nazionale ― Turchia | Cronologia completa delle presenze e delle reti in nazionale ― Turchia | Cronologia completa delle presenze e delle reti in nazionale ― Turchia | Cronologia completa delle presenze e delle reti in nazionale ― Turchia | Cronologia completa delle presenze e delle reti in nazionale ― Turchia | Cronologia completa delle presenze e delle reti in nazionale ― Turchia | Cronologia completa delle presenze e delle reti in nazionale ― Turchia | Cronologia completa delle presenze e delle reti in nazionale ― Turchia |
| Data                                                                   | Città                                                                  | In casa                                                                | Risultato                                                              | Ospiti                                                                 | Competizione                                                           | Reti                                                                   | Note                                                                   |
| ---------------------------------------------------------------------- | ---------------------------------------------------------------------- | ---------------------------------------------------------------------- | ---------------------------------------------------------------------- | ---------------------------------------------------------------------- | ---------------------------------------------------------------------- | ---------------------------------------------------------------------- | ---------------------------------------------------------------------- |
| 12-10-2023                                                             | Osijek                                                                 | Croazia                                                                | 0 – 1                                                                  | Turchia                                                                | Qual. Euro 2024                                                        | Barış Alper Yılmaz                                                     | Cap:H. Çalhanoğlu                                                      |
| 15-10-2023                                                             | Konya                                                                  | Turchia                                                                | 4 – 0                                                                  | Lettonia                                                               | Qual. Euro 2024                                                        | Yunus Akgün 2 Cenk Tosun Kerem Aktürkoğlu                              | Cap:H. Çalhanoğlu                                                      |
| 18-11-2023                                                             | Berlino                                                                | Germania                                                               | 2 – 3                                                                  | Turchia                                                                | Amichevole                                                             | Ferdi Kadıoğlu Kenan Yıldız Yusuf Sarı (rig.)                          | Cap: K. Ayhan                                                          |
| 21-11-2023                                                             | Cardiff                                                                | Galles                                                                 | 1 – 1                                                                  | Turchia                                                                | Qual. Euro 2024                                                        | Yusuf Yazıcı (rig.)                                                    | Cap: U. Çakır                                                          |
| 22-3-2024                                                              | Budapest                                                               | Ungheria                                                               | 1 – 0                                                                  | Turchia                                                                | Amichevole                                                             | -                                                                      | Cap: H. Çalhanoğlu                                                     |
| 26-3-2024                                                              | Vienna                                                                 | Austria                                                                | 6 – 1                                                                  | Turchia                                                                | Amichevole                                                             | Hakan Çalhanoğlu (rig.)                                                | Cap: H. Çalhanoğlu                                                     |
| 4-6-2024                                                               | Bologna                                                                | Italia                                                                 | 0 – 0                                                                  | Turchia                                                                | Amichevole                                                             | -                                                                      | Cap: H. Çalhanoğlu                                                     |
| 10-6-2024                                                              | Varsavia                                                               | Polonia                                                                | 2 – 1                                                                  | Turchia                                                                | Amichevole                                                             | Barış Alper Yılmaz                                                     | Cap: H. Çalhanoğlu                                                     |
| 18-6-2024                                                              | Dortmund                                                               | Turchia                                                                | 3 – 1                                                                  | Georgia                                                                | Euro 2024 - 1º turno                                                   | Mert Müldür Arda Güler Kerem Aktürkoğlu                                | Cap: H. Çalhanoğlu                                                     |
| 22-6-2024                                                              | Dortmund                                                               | Turchia                                                                | 0 – 3                                                                  | Portogallo                                                             | Euro 2024 - 1º turno                                                   | -                                                                      | Cap: H. Çalhanoğlu                                                     |
| 26-6-2024                                                              | Amburgo                                                                | Rep. Ceca                                                              | 1 – 2                                                                  | Turchia                                                                | Euro 2024 - 1º turno                                                   | Hakan Çalhanoğlu Cenk Tosun                                            | Cap: H. Çalhanoğlu                                                     |
| 2-7-2024                                                               | Lipsia                                                                 | Austria                                                                | 1 – 2                                                                  | Turchia                                                                | Euro 2024 - Ottavi di finale                                           | 2 Merih Demiral                                                        | Cap: K. Ayhan                                                          |
| 6-7-2024                                                               | Berlino                                                                | Paesi Bassi                                                            | 2 – 1                                                                  | Turchia                                                                | Euro 2024 - Quarti di finale                                           | Samet Akaydin                                                          | Cap: H. Çalhanoğlu                                                     |
| 6-9-2024                                                               | Cardiff                                                                | Galles                                                                 | 0 – 0                                                                  | Turchia                                                                | UEFA Nations League 2024-2025 - Lega B                                 | -                                                                      | Cap: K. Ayhan                                                          |
| 9-9-2024                                                               | Smirne                                                                 | Turchia                                                                | 3 – 1                                                                  | Islanda                                                                | UEFA Nations League 2024-2025 - Lega B                                 | 3 Kerem Aktürkoğlu                                                     | Cap: H. Çalhanoğlu                                                     |
| 11-10-2024                                                             | Samsun                                                                 | Turchia                                                                | 1 – 0                                                                  | Montenegro                                                             | UEFA Nations League 2024-2025 - Lega B                                 | İrfan Kahveci                                                          | Cap: H. Çalhanoğlu                                                     |
| 14-10-2024                                                             | Reykjavík                                                              | Islanda                                                                | 2 – 4                                                                  | Turchia                                                                | UEFA Nations League 2024-2025 - Lega B                                 | İrfan Kahveci Hakan Çalhanoğlu Arda Güler Kerem Aktürkoğlu             | Cap: H. Çalhanoğlu                                                     |
| 16-11-2024                                                             | Kayseri                                                                | Turchia                                                                | 0 – 0                                                                  | Galles                                                                 | UEFA Nations League 2024-2025 - Lega B                                 | -                                                                      | Cap: H. Çalhanoğlu                                                     |
| 19-11-2024                                                             | Nikšić                                                                 | Montenegro                                                             | 3 – 1                                                                  | Turchia                                                                | UEFA Nations League 2024-2025 - Lega B                                 | Kenan Yıldız                                                           | Cap: K. Ayhan                                                          |
| 20-3-2025                                                              | Istanbul                                                               | Turchia                                                                | 3 – 1                                                                  | Ungheria                                                               | UEFA Nations League 2024-2025 - Lega B (Spareggi)                      | Orkun Kökçü Kerem Aktürkoğlu İrfan Kahveci                             | Cap: H. Çalhanoğlu                                                     |
| 23-3-2025                                                              | Budapest                                                               | Ungheria                                                               | 0 – 3                                                                  | Turchia                                                                | UEFA Nations League 2024-2025 - Lega B (Spareggi)                      | Hakan Çalhanoğlu (rig.) Arda Güler Abdülkerim Bardakcı                 | Cap: H. Çalhanoğlu                                                     |
| 7-6-2025                                                               | East Hartford                                                          | Stati Uniti                                                            | 1 – 2                                                                  | Turchia                                                                | Amichevole                                                             | Arda Güler Kerem Aktürkoğlu                                            | Cap: Ç. Söyüncü                                                        |
| 11-6-2025                                                              | Chapel Hill                                                            | Messico                                                                | 1 – 0                                                                  | Turchia                                                                | Amichevole                                                             | -                                                                      | Cap: K. Ayhan                                                          |
| Totale                                                                 |                                                                        | Presenze                                                               | 23                                                                     |                                                                        | Reti                                                                   | 36                                                                     |                                                                        |

## Palmarès

### Giocatore

#### Club
- Campionato italiano: 1

Roma: 2000-2001
- Supercoppa italiana: 1

Roma: 2001

### Allenatore

#### Club
- Supercoppa italiana: 1

Milan: 2016

#### Individuale
- Premio Nazionale Enzo Bearzot: 1

2013
- L'allenatore dei sogni: 1

2013